# Країна Басків
Краї́на Ба́сків, Евска́ді (баск. Euskadi, [eus̺kadi]; баск. Euskal Autonomia Erkidegoa, ісп. Comunidad Autónoma del País Vasco або ісп. País Vasco) — автономна спільнота в Іспанії, на узбережжі Біскайської затоки. Площа автономії становить 7 234 км²; населення — 2,12млн чол. (2005). Столиця де-факто — Віторія-Гастейс, найбільше місто — Більбао-Більбо.

Країна Басків межує з Кантабрією та провінцією Бургос на заході, Біскайською затокою на півночі, Францією (Нова Аквітанія) і Наваррою на сході та Ла-Ріохою (річка Ебро) на півдні. Територія має три окремі області, які визначаються двома паралельними хребтами Баскських гір. Основний масив гір утворює вододіл між Атлантичним і Середземноморським басейнами. Найвища точка хребта знаходиться на гірському масиві Айзкоррі (1551 м).

## Басконія
Країною Басків також називається Басконія, Евскаді, Еускал Еррія (баскська: Euskal Herria), історико-культурний регіон на заході Піренеїв, розділений франко-іспанським кордоном, батьківщина народу басків.
Іспанська частина Басконії, або іспанська Країна Басків складається з автономної спільноти Країна Басків на заході та Наварри на сході.

## Природа
Баскські гори утворюють вододіл, а також позначають чіткі кліматичні зони Країни Басків: північні долини в Біскайі та Гіпускоа, а також долина Аяла в Алаві є частиною Зеленої Іспанії, де переважає океанічний клімат із вологою погодою цілий рік та помірні температури. Опадів випадає в середньому близько 1200 мм. 
Середня частина Країни Басків знаходиться під більшим впливом континентального клімату, але з різним ступенем північного океанічного клімату. Це дає тепле сухе літо та холодну сніжну зиму.
Долина Ебро має чистий континентальний клімат: зима холодна і суха, а літо дуже тепле і сухе, максимум опадів припадає на весну і восени. Однак через близькість до океану частина Ебро Країни Басків є помірною порівняно з районами, розташованими далі вглиб країни.

## Історія
З II ст. до н.е. до першої половини Vст. Країна Басків була під владою Риму, в V-VIIст. — вестготів. Під час арабського завоювання Піренейського півострова (8 століття) Країна басків лишилася самостійною. У 14 столітті ввійшла до складу Кастилії, зберігши деякі вільності (фуероси: визначення розмірів мита, податків тощо). Із кінця XIXст. в Країні Басків почав зростати робітничий і національно-демократичний рух. Після перемоги Народного фронту (1936) іспанські кортеси (парламент) прийняли ухвалу про автономний статус області, але уряд Франко цю ухвалу ліквідував.

## Адміністративний поділ

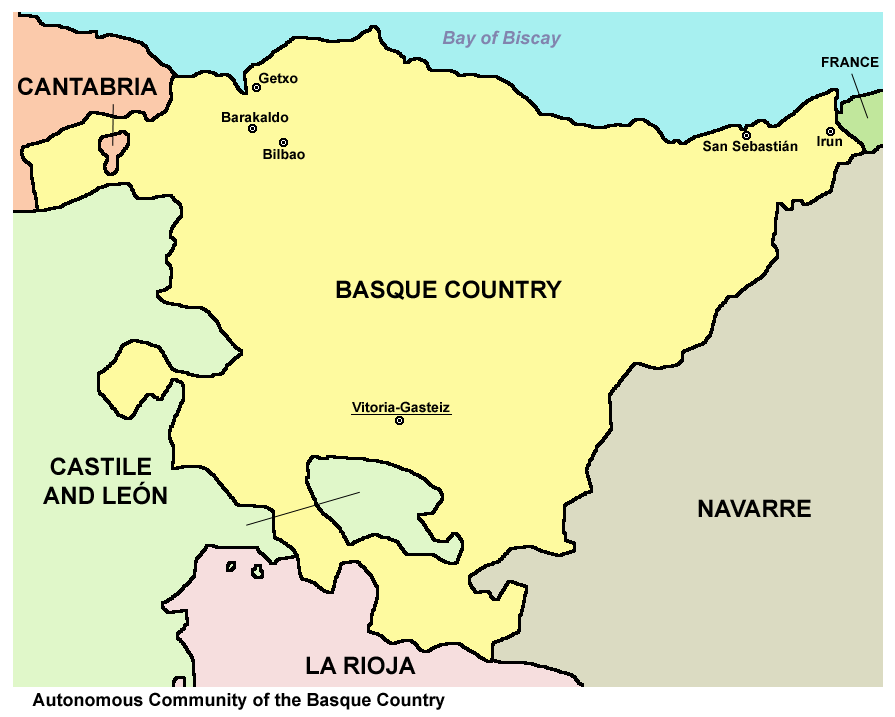
Мапа Країни Басків

Мапа Басконії із провінціями.
Країна Басків
Наварра
Північна Країна Басків

Баскська автономія складається з трьох провінцій:
- Алава або Араба (баск. Araba, ісп. Álava), столиця Віторія-Гастейс.
- Біская (баск. Bizkaia, ісп. Vizcaya), столиця Більбао-Більбо.
- Гіпускоа (баск. Gipuzkoa, ісп. Guipúzcoa), столиця Доностія-Сан-Себастьян.
- На території автономії є також два анклави, які часто включають до складу Баскських земель:
  - Тревіньйо (площа 280 км²) на території Алави, що належить адміністративно автономній спільноті Кастилія-і-Леон
  - Вальє-де-Вільяверде (площа 20 км²) на території Біскаї, що належить до Кантабрії.

## Господарство
Північна частина області — економічно розвинутий район: чорна металургія, важке машинобудування, воєнні, хімічні, текстильні, рибоконсервні підприємства. Область дає 1/3 видобутку залізної руди, близько 2/3 продукції чорної металургії Іспанії. Південь — внутрішня частина області — відсталий аграрний район. У сільському господарстві області переважає тваринництво м'ясо-молочного напряму. Землеробство має другорядне значення — власним хлібом Країна басків себе не забезпечує.
Вирощують кукурудзу, картоплю, бобові. Розвинуті садівництво, рибальство.
Залізниці сполучають область із різними районами Іспанії, з Францією, Португалією. Порти: Більбао, Сан-Себастьян, Пасахес.

## Політика
Політичні партії:
- Баскська націоналістична партія (EAJ-PNV),
- Соціалістична партія (PSE-EE/PSOE),
- Народна партія (PP),
- Аралар (Aralar),
- Солідарність Басків (EA),
- Ezker Batua (EB-B),
- Союз, прогрес і демократія (UPyD),
- «Демократія 3 мільйони» (D3M).

## Інше
Популярні видання Країни Басків: «Gara» та «Berria». У Країни Басків є власний гімн.